# J1 League 2016
La temporada J1 League 2016, también conocida como la Meiji Yasuda J1 League por razones de patrocinio, fue la quincuagésimaprimera temporada de la máxima categoría del fútbol en Japón, y la vigesimacuarta desde el establecimiento de la J. League en el año 1993.
Por un período de cinco años a partir de 2015, la J. League cambió a un sistema nuevamente concebido de varias etapas, con el año dividido en dos mitades, y una tercera y última etapa de campeonato. Los ganadores de la primera y segunda etapa, y el club de mayor puntaje de la tabla agregada (que no sean ganadores de la primera o segunda etapa) se clasificarán para la Etapa de Campeonato. El ganador de la Etapa de Campeonato avanzará a la Copa Mundial de Clubes de la FIFA 2016 como el participante de la nación anfitriona.

## Formato
Desde la temporada 2015, la J. League regresa al formato de dos etapas, jugado por última vez en el 2004. Los ganadores de cada etapa, y los mejores tres ubicados de la tabla acumulada calificarán a una liguilla por el campeonato.

## Equipos

### Ascensos y descensos
| Pos       | Ascendidos de la J2 League 2015 |
| --------- | ------------------------------- |
| 1.º       | Omiya Ardija                    |
| 2.º       | Júbilo Iwata                    |
| Gan. Red. | Avispa Fukuoka                  |

| Pos  | Descendidos en la temporada 2015 |
| ---- | -------------------------------- |
| 16.º | Matsumoto Yamaga                 |
| 17.º | Shimizu S-Pulse                  |
| 18.º | Montedio Yamagata                |

### Datos generales
FC Tokyo

Kashiwa Reysol

Kawasaki Frontale

Omiya Ardija

Shonan Bellmare

Urawa Red Diamonds

Yokohama F. Marinos

Gamba Osaka

Vissel Kobe

| Equipo              | Ciudad        | Estadio                      | Capacidad | Entrenador         |
| ------------------- | ------------- | ---------------------------- | --------- | ------------------ |
| Vegalta Sendai      | Sendai        | Estadio Yurtec Sendai        | 19 694    | Susumu Watanabe    |
| Kashima Antlers     | Kashima       | Estadio de Kashima           | 45 728    | Masatada Ishii     |
| Urawa Reds          | Saitama       | Estadio Saitama 2002         | 63 700    | Mihailo Petrović   |
| Omiya Ardija        | Ōmiya         | Estadio NACK5 de Ōmiya       | 15 500    | Hiroki Shibuya     |
| Kashiwa Reysol      | Kashiwa       | Estadio Hitachi Kashiwa      | 15 900    | Milton Mendes      |
| F.C. Tokyo          | Tokio         | Estadio Ajinomoto            | 50 100    | Hiroshi Jofuku     |
| Kawasaki Frontale   | Kawasaki      | Estadio Todoroki Kawasaki    | 25 000    | Yahiro Kazama      |
| Yokohama F･Marinos  | Yokohama      | Estadio Nissan               | 72 370    | Erick Mombaerts    |
| Shonan Bellmare     | Hiratsuka     | Estadio Shonan BMW Hiratsuka | 18 500    | Cho Kwi-Jea        |
| Ventforet Kofu      | Kōfu          | Estadio Yamanashi Bank       | 17 000    | Satoru Sakuma      |
| Albirex Niigata     | Niigata       | Estadio Denka Big Swan       | 45 728    | Tatsuma Yoshida    |
| Júbilo Iwata        | Iwata         | Estadio Yamaha               | 20 000    | Hiroshi Nanami     |
| Nagoya Grampus      | Nagoya        | Estadio Toyota               | 45 000    | Takafumi Ogura     |
| Gamba Osaka         | Suita (Osaka) | Estadio de Fútbol de Suita   | 40 000    | Kenta Hasegawa     |
| Vissel Kobe         | Kobe          | Misaki Park Stadium          | 31 000    | Nelsinho Baptista  |
| Sanfrecce Hiroshima | Hiroshima     | Estadio EDION Hiroshima      | 50 000    | Hajime Moriyasu    |
| Avispa Fukuoka      | Fukuoka       | Estadio Level-5              | 22 563    | Masami Ihara       |
| Sagan Tosu          | Tosu (Saga)   | Estadio de Tosu              | 24 490    | Massimo Ficcadenti |

## Jugadores foráneos
| Club                | Jugador 1      | Jugador 2          | Jugador 3          | Jugador Asia        | Type-C Contract |
| ------------------- | -------------- | ------------------ | ------------------ | ------------------- | --------------- |
| Albirex Niigata     | Cortês         | Léo Silva          | Rafael Silva       | Lim You-hwan        | Leonardo Kalil  |
| Kashima Antlers     | Bueno          |                    |                    | Hwang Seok-ho       |                 |
| Omiya Ardija        | Mateus         | Dragan Mrđa        | Nejc Pecnik        |                     |                 |
| Avispa Fukuoka      | Wellington     | Danilson           | Kim Hyun-hun       | Lee Bum-young       |                 |
| Shonan Bellmare     | André Bahia    | Thiago Quirino     | Weslley            | Tando Velaphi       | Park Tae-hwan   |
| Yokohama F. Marinos | Fabio          | Kayke              | Quenten Martinus   | Park Jeong-su       |                 |
| Kawasaki Frontale   | Eduardo        | Eduardo Neto       | Elsinho            | Jung Sung-ryong     |                 |
| Gamba Osaka         | Ademilson      | Patric             |                    | Oh Jae-suk          |                 |
| Nagoya Grampus      | Ludvig Öhman   | Robin Simović      | Ha Dae-sung        | Lee Seung-hee       | Gustavo         |
| Júbilo Iwata        | Adaílton       | Jay Bothroyd       | Krzysztof Kaminski | Avraam Papadopoulos |                 |
| Urawa Red Diamonds  | Branko Ilić    | Zlatan Ljubijankić |                    |                     |                 |
| Kashiwa Reysol      | Cristiano      | Diego Oliveira     | Ederson            | Juliano Mineiro     | Dudu            |
| Sagan Tosu          | Baek Sung-dong | Choi Sung-keun     | Kim Min-hyeok      | Kim Min-woo         |                 |
| Sanfrecce Hiroshima | Mihael Mikić   | Peter Utaka        |                    | Kim Byeom-yong      |                 |
| FC Tokyo            | Muriqui        | Yu In-soo          |                    | Nathan Burns        |                 |
| Ventforet Kofu      | Nilson         | Chuka              |                    | Billy Celeski       |                 |
| Vegalta Sendai      | Ramon Lopes    | Wilson             |                    | Kim Min-tae         |                 |
| Vissel Kobe         | Leandro        | Nílton             | Pedro Júnior       | Kim Seung-gyu       |                 |

## Tabla de posiciones

### Primera fase
| Pos. | Equipo              | Pts. | PJ | G  | E | P  | GF | GC | Dif. | Clasificación                              |
| ---- | ------------------- | ---- | -- | -- | - | -- | -- | -- | ---- | ------------------------------------------ |
| 1    | Kashima Antlers     | 39   | 17 | 12 | 3 | 2  | 29 | 10 | +19  | Clasificación a la J. League Championship. |
| 2    | Kawasaki Frontale   | 38   | 17 | 11 | 5 | 1  | 33 | 15 | +18  |                                            |
| 3    | Urawa Red Diamonds  | 33   | 17 | 10 | 3 | 4  | 26 | 16 | +10  |                                            |
| 4    | Sanfrecce Hiroshima | 29   | 17 | 8  | 5 | 4  | 32 | 18 | +14  |                                            |
| 5    | Omiya Ardija        | 26   | 17 | 7  | 5 | 5  | 17 | 18 | −1   |                                            |
| 6    | Gamba Osaka         | 24   | 17 | 7  | 3 | 7  | 22 | 20 | +2   |                                            |
| 7    | Kashiwa Reysol      | 24   | 17 | 6  | 6 | 5  | 20 | 21 | −1   |                                            |
| 8    | Júbilo Iwata        | 23   | 17 | 6  | 5 | 6  | 21 | 23 | −2   |                                            |
| 9    | FC Tokyo            | 23   | 17 | 6  | 5 | 6  | 16 | 18 | −2   |                                            |
| 10   | Vegalta Sendai      | 23   | 17 | 7  | 2 | 8  | 20 | 25 | −5   |                                            |
| 11   | Yokohama F. Marinos | 22   | 17 | 6  | 4 | 7  | 21 | 19 | +2   |                                            |
| 12   | Vissel Kobe         | 20   | 17 | 5  | 5 | 7  | 23 | 25 | −2   |                                            |
| 13   | Albirex Niigata     | 18   | 17 | 4  | 6 | 7  | 19 | 25 | −6   |                                            |
| 14   | Nagoya Grampus      | 17   | 17 | 4  | 5 | 8  | 24 | 29 | −5   |                                            |
| 15   | Sagan Tosu          | 17   | 17 | 4  | 5 | 8  | 10 | 15 | −5   |                                            |
| 16   | Shonan Bellmare     | 16   | 17 | 4  | 4 | 9  | 18 | 27 | −9   |                                            |
| 17   | Ventforet Kofu      | 15   | 17 | 3  | 6 | 8  | 18 | 31 | −13  |                                            |
| 18   | Avispa Fukuoka      | 11   | 17 | 2  | 5 | 10 | 11 | 25 | −14  |                                            |

 Fuente: J. League Data Site: 2016 MEIJI YASUDA J1 LEAGUE 1st League table

### Segunda fase
| Pos. | Equipo              | Pts. | PJ | G  | E | P  | GF | GC | Dif. | Clasificación                              |
| ---- | ------------------- | ---- | -- | -- | - | -- | -- | -- | ---- | ------------------------------------------ |
| 1    | Urawa Red Diamonds  | 41   | 17 | 13 | 2 | 2  | 35 | 12 | +23  | Clasificación a la J. League Championship. |
| 2    | Vissel Kobe         | 35   | 17 | 11 | 2 | 4  | 33 | 18 | +15  |                                            |
| 3    | Kawasaki Frontale   | 34   | 17 | 11 | 1 | 5  | 35 | 24 | +11  |                                            |
| 4    | Gamba Osaka         | 34   | 17 | 10 | 4 | 3  | 31 | 22 | +9   |                                            |
| 5    | Kashiwa Reysol      | 30   | 17 | 9  | 3 | 5  | 32 | 23 | +9   |                                            |
| 6    | Omiya Ardija        | 30   | 17 | 8  | 6 | 3  | 24 | 18 | +6   |                                            |
| 7    | Yokohama F. Marinos | 29   | 17 | 7  | 8 | 2  | 32 | 19 | +13  |                                            |
| 8    | Sagan Tosu          | 29   | 17 | 8  | 5 | 4  | 26 | 22 | +4   |                                            |
| 9    | FC Tokyo            | 29   | 17 | 9  | 2 | 6  | 23 | 21 | +2   |                                            |
| 10   | Sanfrecce Hiroshima | 26   | 17 | 8  | 2 | 7  | 26 | 22 | +4   |                                            |
| 11   | Kashima Antlers     | 20   | 17 | 6  | 2 | 9  | 24 | 24 | 0    |                                            |
| 12   | Vegalta Sendai      | 20   | 17 | 6  | 2 | 9  | 19 | 23 | −4   |                                            |
| 13   | Ventforet Kofu      | 16   | 17 | 4  | 4 | 9  | 14 | 27 | −13  |                                            |
| 14   | Júbilo Iwata        | 13   | 17 | 2  | 7 | 8  | 16 | 27 | −11  |                                            |
| 15   | Nagoya Grampus      | 13   | 17 | 3  | 4 | 10 | 14 | 29 | −15  |                                            |
| 16   | Albirex Niigata     | 12   | 17 | 4  | 0 | 13 | 14 | 24 | −10  |                                            |
| 17   | Shonan Bellmare     | 11   | 17 | 3  | 2 | 12 | 12 | 29 | −17  |                                            |
| 18   | Avispa Fukuoka      | 8    | 17 | 2  | 2 | 13 | 15 | 41 | −26  |                                            |

 Fuente: J. League Data Site: 2016 MEIJI YASUDA J1 LEAGUE 2nd League table

### Tabla acumulada
- Suma de los puntajes de la Primera y Segunda fase.
| Pos. | Equipo              | Pts. | PJ | G  | E  | P  | GF | GC | Dif. | Clasificación o descenso |
| ---- | ------------------- | ---- | -- | -- | -- | -- | -- | -- | ---- | --- |
| 1    | Urawa Red Diamonds  | 74   | 34 | 23 | 5  | 6  | 61 | 28 | +33  | Fase de grupos de la Liga de Campeones de la AFC 2017 y Final de la J. League Championship.                                                |
| 2    | Kawasaki Frontale   | 72   | 34 | 22 | 6  | 6  | 68 | 39 | +29  | Fase de grupos de la Liga de Campeones de la AFC 2017 y Primera ronda de la J. League Championship.                                        |
| 3    | Kashima Antlers (C) | 59   | 34 | 18 | 5  | 11 | 53 | 34 | +19  | Copa Mundial de Clubes de la FIFA 2016 Fase de grupos de la Liga de Campeones de la AFC 2017 y Primera ronda de la J. League Championship. |
| 4    | Gamba Osaka         | 58   | 34 | 17 | 7  | 10 | 53 | 42 | +11  | Ronda de Play-off de la Liga de Campeones de la AFC 2017.                                                                                  |
| 5    | Omiya Ardija        | 56   | 34 | 15 | 11 | 8  | 41 | 36 | +5   | |
| 6    | Sanfrecce Hiroshima | 55   | 34 | 16 | 7  | 11 | 58 | 40 | +18  | |
| 7    | Vissel Kobe         | 55   | 34 | 16 | 7  | 11 | 56 | 43 | +13  | |
| 8    | Kashiwa Reysol      | 54   | 34 | 15 | 9  | 10 | 52 | 44 | +8   | |
| 9    | FC Tokyo            | 52   | 34 | 15 | 7  | 12 | 39 | 39 | 0    | |
| 10   | Yokohama F. Marinos | 51   | 34 | 13 | 12 | 9  | 53 | 38 | +15  | |
| 11   | Sagan Tosu          | 46   | 34 | 12 | 10 | 12 | 36 | 37 | −1   | |
| 12   | Vegalta Sendai      | 43   | 34 | 13 | 4  | 17 | 39 | 48 | −9   | |
| 13   | Júbilo Iwata        | 36   | 34 | 8  | 12 | 14 | 37 | 50 | −13  | |
| 14   | Ventforet Kofu      | 31   | 34 | 7  | 10 | 17 | 32 | 58 | −26  | |
| 15   | Albirex Niigata     | 30   | 34 | 8  | 6  | 20 | 33 | 49 | −16  | |
| 16   | Nagoya Grampus      | 30   | 34 | 7  | 9  | 18 | 38 | 58 | −20  | Descenso a la J2 League 2017 |
| 17   | Shonan Bellmare     | 27   | 34 | 7  | 6  | 21 | 30 | 56 | −26  | Descenso a la J2 League 2017 |
| 18   | Avispa Fukuoka      | 19   | 34 | 4  | 7  | 23 | 26 | 66 | −40  | Descenso a la J2 League 2017 |

 Fuente: J. League Data Site: 2016 MEIJI YASUDA J1 LEAGUE Overall table for the season
Notas:
1. ↑  El ganador de la Copa del Emperador 2016 clasifica a la fase de grupos de la Liga de Campeones de la AFC 2017. Como el vencedor de la Copa del Emperador ya había clasificado a la Liga de Campeones de la AFC, el cupo en la ronda de play-off fue otorgado al equipo ubicado en cuarto lugar.

## J. League Championship
Los ganadores de la Primera y Segunda Fase, así como los equipos que finalicen en el 2.º y 3.º puesto de la Tabla Acumulada, participarán en la Primera Ronda en un torneo de eliminatorias a un solo partido. Mientras que el equipo que finalice 1.º en la Tabla Acumulada clasificará directamente a la final, que se jugará en partidos de ida y vuelta.
|  | Semifinal         | Semifinal       |                     |   | Final                            | Final                            | Final                            | Final                            |
|  | 23 de noviembre   | 23 de noviembre |                     |   | 29 de noviembre y 3 de diciembre | 29 de noviembre y 3 de diciembre | 29 de noviembre y 3 de diciembre | 29 de noviembre y 3 de diciembre |
|  |                   |                 |                     |   |                                  |                                  |                                  |                                  |
|  |                   |                 |                     |   | Urawa Red Diamonds               | 1                                | 1                                | 2                                |
|  |                   |                 |                     |   | Urawa Red Diamonds               | 1                                | 1                                | 2                                |
|  |                   |                 | Kashima Antlers (v) | 0 | 2                                | 2                                |                                  |                                  |
|  | Kawasaki Frontale | 0               | Kashima Antlers (v) | 0 | 2                                | 2                                |                                  |                                  |
|  | Kawasaki Frontale | 0               |                     |   |                                  |                                  |                                  |                                  |
|  | Kashima Antlers   | 1               |                     |   |                                  |                                  |                                  |                                  |

### Semifinal
| 23 de noviembre de 2016, 14:00 (UTC+9)               | Kawasaki Frontale | 0:1 (0:0) | Kashima Antlers | Estadio Alético Todoroki, Kawasaki                             |                                                                |
|                                                      |                   | Reporte   | Kanazaki 50'    | Asistencia: 24.209 espectadores Árbitro(s): Nobutsugu Murakami | Asistencia: 24.209 espectadores Árbitro(s): Nobutsugu Murakami |
| Kashima Antlers clasificó a la final del campeonato. |                   |           |                 |                                                                |                                                                |

### Final
| 29 de noviembre de 2016, 19:25 (UTC+9) | Kashima Antlers | 0:1 (0:0) | Urawa Red Diamonds | Estadio de Kashima, Kashima                                |                                                            |
|                                        |                 | Reporte   | Abe 57' (pen.)     | Asistencia: 23.074 espectadores Árbitro(s): Masaaki Iemoto | Asistencia: 23.074 espectadores Árbitro(s): Masaaki Iemoto |

| 3 de diciembre de 2016, 19:30 (UTC+9) | Urawa Red Diamonds | 1:2 (1:1) | Kashima Antlers          | Estadio Saitama 2002, Saitama                          |                                                        |
|                                       | Kōroki 7'          | Reporte   | Kanazaki 40', 79' (pen.) | Asistencia: 59.837 espectadores Árbitro(s): Ryūji Satō | Asistencia: 59.837 espectadores Árbitro(s): Ryūji Satō |

El Kashima Antlers fue campeón de la J1 League y participará en la Copa Mundial de Clubes de la FIFA Japón 2016 en calidad de representante del país anfitrión tras ganar 1-2 en el partido de vuelta ante el Urawa Red Diamonds. Ese resultado, unido al 0-1 para los Diamonds en la ida, dejó un marcador global de empate a dos, que favoreció al Kashima por haber anotado más goles como visitante.
|                                    |
|                                    |
| Campeón Kashima Antlers 8.º título |

## Goleadores
| Posición | Jugador         | Club                | Goles |
| -------- | --------------- | ------------------- | ----- |
| 1        | Leandro         | Vissel Kobe         | 19    |
| 1        | Peter Utaka     | Sanfrecce Hiroshima | 19    |
| 3        | Cristiano       | Kashiwa Reysol      | 16    |
| 4        | Yū Kobayashi    | Kawasaki Frontale   | 15    |
| 4        | Yoshito Ōkubo   | Kawasaki Frontale   | 15    |
| 6        | Shinzō Kōroki   | Urawa Red Diamonds  | 14    |
| 6        | Jay Bothroyd    | Júbilo Iwata        | 14    |
| 8        | Yōhei Toyoda    | Sagan Tosu          | 13    |
| 9        | Yūki Mutō       | Urawa Red Diamonds  | 12    |
| 9        | Diego Oliveira  | Kashiwa Reysol      | 12    |
| 9        | Kazuma Watanabe | Vissel Kobe         | 12    |

Actualizado al 3 de noviembre de 2016

Fuente: J. League Data